# Табулейру (микрорегион)

Табулейру на карте.

Табулейру (порт. Microrregião de Tabuleiro) — микрорегион в Бразилии, входит в штат Санта-Катарина. Составная часть мезорегиона Гранди-Флорианополис. 
Население составляет 	23 928	 человек (на 2010 год). Площадь — 	2 348,898	 км². Плотность населения — 	10,19	 чел./км².

## Демография
Согласно сведениям, собранным в ходе переписи 2010 г. Национальным институтом географии и статистики (IBGE), население микрорегиона составляет:						
| Полное население                             | Полное население                             | Полное население                             | Полное население                             | 23 928 |
| -------------------------------------------- | -------------------------------------------- | -------------------------------------------- | -------------------------------------------- | ------ |
| в том числе:                                 | Городское население                          | 8 485                                        | Процент городского населения, %              | 35,46  |
|                                              | Сельское население                           | 15 443                                       | Процент сельского населения, %               | 64,54  |
|                                              | Мужское население                            | 12 218                                       | Процент мужского населения, %                | 51,06  |
|                                              | Женское население                            | 11 710                                       | Процент женского населения, %                | 48,94  |
| Плотность населения, чел/км²                 | Плотность населения, чел/км²                 | Плотность населения, чел/км²                 | Плотность населения, чел/км²                 | 10,19  |
| Население микрорегиона в % к населению штата | Население микрорегиона в % к населению штата | Население микрорегиона в % к населению штата | Население микрорегиона в % к населению штата | 0,38   |

## Статистика
- Валовой внутренний продукт на 2003 составляет 176 483 305,00 реалов (данные: Бразильский институт географии и статистики).
- Валовой внутренний продукт на душу населения на 2003 составляет 7615,20 реалов (данные: Бразильский институт географии и статистики).
- Индекс развития человеческого потенциала на 2000 составляет 0,779 (данные: Программа развития ООН).

## Состав микрорегиона
В составе микрорегиона включены следующие муниципалитеты:
1. Алфреду-Вагнер
2. Анитаполис
3. Раншу-Кеймаду
4. Сан-Бонифасиу
5. Агуас-Морнас